# Mahashila
Mahashila (en népalais : महाशिला) est une municipalité rurale du Népal située dans le district de Parbat. Au recensement de 2011, elle comptait 9 857 habitants.
Elle regroupe les anciens comités de développement villageois de Hosrangdi, Bhoksing, Balakot, Pakhapani, Lunkhu Deurali, Phalamkhani et une partie de Kurgha.